# 39 Minutes of Bliss (In an Otherwise Meaningless World)
39 Minutes of Bliss (In an Otherwise Meaningless World) är ett samlingsalbum av den svenska rockgruppen Caesars. Det släpptes i april 2003 och är främst avsett för den amerikanska marknaden.

## Låtlista
1. "Sort It Out" - 3:36
2. "(I'm Gonna) Kick You Out" - 2:50
3. "Let's Go Parking Baby" - 2:34
4. "Jerk It Out" - 3:16
5. "Out of My Hands" - 3:37
6. "Only You" - 2:32
7. "Since You've Been Gone" - 3:15
8. "Crackin' Up" - 3:14
9. "You're My Favourite" - 2:02
10. "Fun and Games" - 2:22
11. "Suzy Creamcheese" - 4:03
12. "You Don't Mean a Thing to Me" - 4:36

Spår 1-3, 9, 11 och 12 från Youth Is Wasted on the Young (1998).
Spår 6-8 och 10 från Cherry Kicks (2000).
Spår 4 från Love for the Streets (2002).